# Le Festin nu (film)
Pour les articles homonymes, voir Le Festin nu (homonymie).
Pour plus de détails, voir Fiche technique et Distribution.
Le Festin nu (Naked Lunch) est un film américano-britannico-canado-japonais écrit et dirigé par David Cronenberg, sorti en 1991. Il s'agit d'une tentative d'adaptation du roman du même nom de William S. Burroughs, publié en 1959 en France et interdit de 1962 à 1966 dans certains États des Etats-Unis (pour « obscénité »). Ce roman d'une forme délibérément incohérente, situé aux frontières de la science-fiction et du surréalisme, traduit les errances, sous l'emprise de diverses substances hallucinogènes, de l'esprit de l'auteur emblématique de la Beat Generation, qui s'est adonné à un dérèglement systématique des sens. Le pari de Cronenberg était donc particulièrement risqué.
Néanmoins, la 20th Century Fox l'a distribué aux États-Unis à partir du 27 décembre 1991 tandis que First Independent Films le sortait au Royaume-Uni le 24 avril 1992. S'il reçut des critiques bienveillantes, le box office fut un échec retentissant, le film ne rapportant, pour un budget de 17 ou 18 millions de dollars, qu'environ 2,6 millions de dollars, principalement en raison d'une sortie restreinte. Ceci ne l'empêcha pas de remporter de nombreux prix, en particulier le National Society of Film Critics Award du meilleur réalisateur et  sept Genie Awards dont celui du meilleur film.
Le Festin nu est très vite devenu un film culte, acclamé pour ses éléments visuels et thématiques surréalistes.
La musique du film, composée par Howard Shore et jouée par le London Philharmonic Orchestra, a puissamment contribué à cette réussite . Elle inclut des morceaux du musicien de jazz Ornette Coleman.
Les principaux acteurs sont Peter Weller, Judy Davis, Ian Holm, Monique Mercure et Roy Scheider.

## Synopsis
En 1953, un  junkie tout récemment désintoxiqué, William « Bill » Lee(Peter Weler), reconverti en tant qu'exterminateur (d'insectes nuisibles), découvre que sa femme lui dérobe de l’insecticide pour se l'injecter en intraveineuse : elle en fait un usage récréatif. Elle lui suggère de tenter la chose. L'addiction est immédiate, à tel point que William consulte le Dr Benway (Roy Scheider), qui lui prescrit un traitement de substitution apparemment efficace. Mais William est placé en garde à vue pour détention de substances psychotropes. Privé de son traitement, il est  victime d’hallucinations. Aux prises avec une réalité incertaine et fluctuante, il se découvre agent secret, et son « officier traitant », un insecte géant, lui confie la mission de tuer sa propre femme, Joan Lee. Elle serait, selon l’insecte, un agent d’une organisation appelée Interzone Inc. Décidant de faire peu de cas de l’insecte géant et de ses ordres, Lee rentre chez lui. Il y trouve sa femme au lit avec Hank, un de ses amis écrivains. Mais peu après, alors qu’il s’improvise tireur à la Guillaume Tell, Lee abat accidentellement Joan .
Et voilà donc sa « mission » « remplie ». Lee est invité à se mettre au vert en Interzone, région étrange localisée au Maghreb, d’où opère l’organisation Interzone Inc.. Là, son temps se passe à rédiger des rapports sur sa mission. Ceux-ci vont finir par constituer un ouvrage intitulé Naked Lunch.  Lors de ses rares moments de lucidité, William fréquente un romancier, Tom Frost (Ian Holm), dont la compagne, Joan, est le sosie de Joan Lee. Il rencontre également Yves Cloquet (Julian Sands), un milliardaire Suisse qui s'avère être un mille-patte géant.
En Interzone, les machines à écrire que Lee emploie s'avèrent des créatures vivantes capables d'écrire d'elles-mêmes et lui donnent même des conseils à propos de sa mission. Sa Clark Nova lui explique ainsi qu’en Interzone, région d'où toute règle morale, toute orthodoxie, est bannie, l’homosexualité doit lui servir de couverture. Elle lui enjoint de trouver le Dr Benway, dans l’objectif de séduire Joan Frost, qui apparait comme le doppelgänger de la défunte Joan Lee.
William finit par découvrir le Dr Benway, sous les traits de Fadela (Monique Mercure). Il est à la tête d'Interzone Inc., un vaste réseau de production de narcotique à partir de protéines de millepattes. Cette drogue, appelée black meat (« viande noire ») est obtenue à partir des entrailles de chilopodes (centipèdes) géants. William, qui a cru pouvoir compter sur ce produit pour échapper à sa toxicomanie, est devenu plus dépendant que jamais. Il va devoir suivre Benway. Celui-ci l'invite à le rejoindre en Annexia, autre pays, sorte de synthèse entre les dictatures nazie et stalinienne.
William boucle sa série de rapports et fuit Interzone avec Joan Frost. Au cours de sa confrontation avec les douaniers d'Annexia, Lee tue Joan Frost d’une balle dans la tête — de la même façon qu’il avait abattu sa femme — histoire de prouver qu’il est bien, comme il l’affirme, un écrivain perturbé. Sur la foi de ce geste, les douaniers lui souhaitent la bienvenue en Annexia.

## Bande-annonce officielle
Dans la bande-annonce officielle, c'est William S. Burroughs lui-même qui présente l'histoire de son ouvrage et le film qui en est la dernière péripétie.

## Fiche technique
Sauf indication contraire, les informations mentionnées dans cette section peuvent être confirmées par la base de données cinématographiques IMDb,  présente dans la section « Liens externes ».
- Titre français : Le Festin nu
- Titre original : Naked Lunch
- Réalisation : David Cronenberg
- Scénario : David Cronenberg, d'après le roman Le Festin nu de William S. Burroughs
- Directeur de la photographie : Peter Suschitzky
- Directeur artistique : James McAteer
- Effets spéciaux : Chris Walas
- Montage : Ronald Sanders
- Décors : Carol Spier
- Costumes : Denise Cronenberg
- Musique : Howard Shore et Ornette Coleman
- Production : Jeremy Thomas et Gabriella Martinelli (coproduction)
- Sociétés de production : Film Trustees Ltd., Naked Lunch Productions, Téléfilm Canada, The Ontario Film Development Corporation, Recorded Picture Company et Nippon Film Development and Finance
- Distribution : Acteurs auteurs associés (France), 20th Century Fox (États-Unis)
- Genre : drame, fantastique
- Format : Couleurs (Technicolor) - 1.85:1 - son : Dolby Stéréo (Westrex Recording System) sur 35 mm
- Durée : 115 minutes
- Pays d'origine : Canada, Royaume-Uni, USA et Japon
- Dates de sortie[4] :

 États-Unis : 27 décembre 1991 (sortie limitée)
 Québec : 27 décembre 1991
 France : 11 mars 1992

## Distribution
- Peter Weller (VF : Bernard Tiphaine) : William « Bill » Lee
- Judy Davis (VF : Élisabeth Wiener) : Joan Lee et Joan Frost
- Ian Holm (VF : Jacques Ebner) : Tom Frost
- Julian Sands (VF : Edgar Givry) : Yves Cloquet
- Roy Scheider (VF : Jacques Thébault) : le Dr Benway
- Monique Mercure (VF : Jacqueline Cohen) : Fadela
- Nicholas Campbell (VF : Michel Vigné) : Hank
- Michael Zelnicker (VF : Éric Legrand) : Martin
- Robert A. Silverman (en) (VF : Patrick Floersheim) : Hans
- Joseph Scorsiani (VF : Emmanuel Curtil) : Kiki
- John Friesen (VF : Sady Rebbot) : Hauser
- Sean McCann (VF : Edmond Bernard) : O'Brien
- Justin Louis (VF : Vincent Violette) : un exterminateur

## Production
Le film s'inspire du roman du même nom de William S. Burroughs publié en 1959 et souvent présenté comme un roman « inadaptable ». David Cronenberg voulait en faire un film depuis plusieurs années et avait ainsi rencontré le producteur Jeremy Thomas dès 1981. David Cronenberg écrit le scénario en partie durant les temps morts du tournage du film Cabal de son ami Clive Barker.
Peter Weller, connu pour son interprétation du personnage principal de RoboCop (1987) de Paul Verhoeven, tient ici le rôle principal. Pour apparaître dans ce film, il décline ainsi la proposition d'incarner à nouveau RoboCop dans RoboCop 3 (1993) et y est remplacé par Robert John Burke.
Le tournage a lieu en janvier 1991 en Ontario au Canada, notamment dans des studios à Toronto. Il aurait dû en partie se dérouler à Tanger au Maroc, là où se situe l'intrigue du film et là où William S. Burroughs a écrit le roman. Mais en raison de la guerre du Golfe, l'équipe de production préfère tourner uniquement en studio au Canada.

## Accueil

### Critiques
Le film reçoit des critiques assez positives. Sur l'agrégateur américain Rotten Tomatoes, il récolte 69% d'opinions favorables pour 35 critiques. Sur Metacritic, il obtient une note moyenne de 67⁄100 pour 16 critiques.
Le Festin nu figure dans l'ouvrage 1001 films à voir avant de mourir.
Le critique cinématographique Roger Ebert lui attribue 2 1⁄2 étoiles sur quatre et le commente ainsi : « Alors que sur le plan abstrait je l’admirais, au plan viscéral, je me suis senti repoussé par ce film. Il y a tant de sécheresse, de mort et de désespoir là-dedans, c'est une vie qui tourne en rond, sans la moindre joie ».

### Box-office
Aux États-Unis et au Canada, le film ne connaît qu'une sortie limitée et ne rapporte que 2 641 357 dollars. En France, il n'attire que 96 533 entrées.

## Distinctions

### Récompenses
- Boston Society of Film Critics Awards 1991 : meilleur scénario[12]
- Prix Génie 1992 : meilleur film, meilleure actrice dans un second rôle pour Monique Mercure, meilleur réalisateur, meilleure photographie, meilleure direction artistique, meilleur son et meilleur montage son

### Nominations et sélection
- Prix Génie 1992 : meilleur acteur pour Peter Weller, meilleurs costumes et meilleure musique
- Berlinale 1992 : en compétition officielle
- Fantasporto 1992 : meilleur film

## Commentaires

### William S. Burroughs
Le roman dont s'inspire le film est en grande partie tiré de la vie de l'auteur du roman d'origine, William S. Burroughs. Il y a ainsi plusieurs points communs entre le personnage principal et W. Burroughs : il se nomme Bill Lee, a tué sa femme accidentellement avec une arme à feu en voulant jouer à Guillaume Tell comme l'auteur, il se drogue et assume son homosexualité.

### Clin d’œil
Avec son générique d'entrée, David Cronenberg a voulu rendre hommage à Saul Bass, spécialiste du genre notamment dans les années 1950 (époque à laquelle se déroule l'intrigue),.

### Héritage
Le groupe de musique électronique britannique Bomb the Bass a sorti en 1994 la chanson Bug Powder Dust qui contient de nombreuses références au roman et au film.
Dans l'épisode Faux permis, vrais ennuis (1996) de la série d'animation Les Simpson, Bart Simpson et ses amis Nelson et Milhouse parviennent à entrer dans un cinéma pour voir un film pour adultes. Ils vont voir Le Festin nu.